# Manu Sánchez
Manuel "Manu" Sánchez de la Peña (Madrid, 24 augustus 2000) is een Spaans voetballer die doorgaans als linksback speelt. Hij verruilde Atlético Madrid in juli 2023 voor Celta de Vigo.

## Clubcarrière
Sánchez stroomde door vanuit de jeugd van Atlético Madrid. Hiervoor debuteerde hij op 14 december 2019 in de Primera División, tegen Osasuna. Een doorbraak bij de Madrileense club bleef uit. Die verhuurde hem daarom in januari 2021 aan Osasuna. Dat zou het begin van een verblijf van 2,5 jaar bij de club blijken, want hij bracht hier ook seizoen 2021/22 en 2022/23 op huurbasis door. Sánchez speelde zo 80 competitiewedstrijden voor Osasuna, waarvan 57 als basisspeler. Hij maakte op 2 oktober 2021 zijn eerste doelpunt. Hij zette Osasuna toen in blessuretijd op 1–0 tegen Rayo Vallecano, wat meteen het winnende doelpunt was.
Sánchez was na drie huurperiodes in juli 2023 transfervrij. Hij tekende vervolgens voor vijf jaar bij Celta de Vigo, eveneens actief in de Primera División.

## Clubstatistieken
| Seizoen | Club            | Competitie       | Competitie | Competitie | Beker | Beker | Internationaal | Internationaal | Totaal | Totaal |
| Seizoen | Club            | Competitie       | Wed.       | Dlp.       | Wed.  | Dlp.  | Wed.           | Dlp.           | Wed.   | Dlp.   |
| ------- | --------------- | ---------------- | ---------- | ---------- | ----- | ----- | -------------- | -------------- | ------ | ------ |
| 2019/20 | Atlético Madrid | Primera División | 5          | 0          | 1     | 0     | 0              | 0              | 6      | 0      |
| 2020/21 | Atlético Madrid | Primera División | 1          | 0          | 0     | 0     | 0              | 0              | 1      | 0      |
| 2020/21 | → Osasuna       | Primera División | 16         | 0          | 2     | 0     | —              | —              | 18     | 0      |
| 2021/22 | → Osasuna       | Primera División | 33         | 1          | 1     | 0     | —              | —              | 34     | 1      |
| 2022/23 | → Osasuna       | Primera División | 31         | 0          | 5     | 0     | —              | —              | 36     | 0      |
| Totaal  | Totaal          | Totaal           | 86         | 1          | 9     | 0     | 0              | 0              | 95     | 1      |

Bijgewerkt t/m 1 augustus 2023

## Interlandcarrière
Sánchez werd in november 2020 opgeroepen voor Spanje –21, zijn eerste selectie voor een nationaal jeugdteam. Hiermee deed hij drie jaar later mee aan het EK –21 van 2023. De Spanjaarden haalden dit toernooi de finale. Sánchez speelde zelf alleen de derde groepswedstrijd.